# Concepción Obón
Concepción Obón de Castro ( n. 1959 ) es una botánica, y profesora española. Desarrolla actividades académicas en el Departamento de Biología Vegetal, de la Facultad de Biología, en la Universidad Miguel Hernández de Elche.

## Algunas publicaciones

### Libros
- alonso verde López, diego rivera Núñez, josé fajardo Rodríguez, concepción obón de Castro. 2005. Plantas medicinales: Una introducción a su estudio en Castilla-La Mancha. Editor Altabán, 189 pp. ISBN 8496465187

- ----------------------------, --------------------------, concepción obón de Castro. 1998. Etnobotánica en las sierras de Segura y Alcaraz: las plantas y el hombre. Nº 102 de Serie I--Estudios. Edición ilustrada de Instituto de Estudios Albacetenses de la Excma. Diputación de Albacete, 351 pp.

- diego rivera Núñez, concepción obón de Castro. 1998. Guía de teoría y prácticas de etnobotánica. Colección Textos docentes. Editor ICE Universidad de Murcia, 291 pp. ISBN 8495095068

- ---------------------------, ---------------------------------------. 1998. Las variedades tradicionales de frutales de la cuenca del Río Segura: Catálogo etnobotánico: cítricos, frutos carnosos y vides. Editor	DM, 264 pp. ISBN 8489820627

- -----------------------------, -------------------------------------. 1997. Frutos secos, oleaginosos, frutales de hueso, almendros y frutales de pepita. Vol. 1 de Las variedades tradicionales de frutales de la cuenca del río Segura. Catálogo etnobotánico. Edición ilustrada de EDITUM, 360 pp. ISBN 8476847440 en línea

- -----------------------------, ---------------------------------------. 1991. La guía de Incafo de las plantas útiles y venenosas de la Península Ibérica y Baleares (excluidas medicinales). Guías verdes de Incafo 7. Editor Incafo, 1.257 pp. ISBN 8485389832

- concepción Obón de castro, diego rivera Núñez. 1994. A taxonomic revision of the section Sideritis (genus Sideritis) (Labiatae). Phanerogamarum monographiae 21. Edición ilustrada de J. Cramer, 640 pp. ISBN 3443780032

- ----------------------------------------, --------------------------. 1991. Las plantas medicinales de nuestra Región. Colección Documentos 3: serie Ambiente. Editor Regional de Murcia, 156 pp. ISBN 847564130X en línea

## Honores
En Flora Iberica, asesora o coasesora de los volúmenes
V, VI, VII, VIII, X
Miembro de
- La abreviatura «Obón» se emplea para indicar a Concepción Obón como autoridad en la descripción y clasificación científica de los vegetales.[3]